# 39726 Hideyukitezuka
39726 Hideyukitezuka este un asteroid din centura principală de asteroizi.

## Descriere
39726 Hideyukitezuka este un asteroid din centura principală de asteroizi. A fost descoperit pe 10 noiembrie 1996 la Nanyo de Tomimaru Okuni. Asteroidul prezintă o orbită caracterizată de o semiaxă mare de 2,53 ua, o excentricitate de 0,11 și o înclinație de 13,5° în raport cu ecliptica.